# Jio
Reliance Jio Infocomm Limited, auch als Jio bekannt, ist ein indisches Telekommunikationsunternehmen und eine Tochtergesellschaft von Reliance Industries mit Hauptsitz in Mumbai (Maharashtra). Das Unternehmen betreibt ein nationales LTE-Netz, das alle 22 Telekommunikationskreise des Landes abdeckt. Mit über 424 Millionen Nutzern (Dezember 2022) ist es das größte Telekommunikationsanbieter in Indien vor Bharti Airtel. Weitere Bereiche, in denen das Unternehmen tätig ist, sind Glasfasernetze, Streaming und Smartphones.

## Geschichte

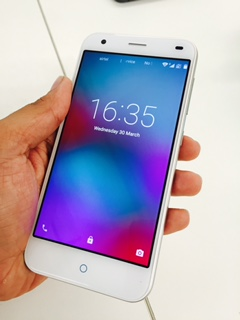
Smartphone LYF

Das Unternehmen wurde am 15. Februar 2007 in Ahmedabad (Gujarat) als Infocomm Limited registriert. Im Juni 2010 erwarb Reliance Industries (RIL) eine 95-prozentige Beteiligung an Infotel Broadband Services Limited (IBSL) für 690 Mio. US-Dollar. Obwohl nicht börsennotiert, war IBSL das einzige Unternehmen, das bei der 4G-Auktion, die Anfang des Jahres stattfand, Lizenzen für das Breitbandspektrum in allen 22 Telekommunikationskreisen Indiens gewann. Infotel Broadband Services Limited wurde im Januar 2013 in Reliance Jio Infocomm Limited (RJIL) umbenannt. Im Jahr 2013 erhielt das Unternehmen das Recht, Mobildienste auf seinem 4G-Spektrum zu betreiben.
2016 begann es mit den Profiten des Reliance-Konglomerats von Mukesh Ambani aggressiv auf dem indischen Markt zu expandieren. Das Unternehmen führte seine 4G-Mobilfunkdienste am 5. September 2016 kommerziell ein. Innerhalb des ersten Monats gab Jio bekannt, 16 Millionen Abonnenten gewonnen zu haben. Jio überschritt die Marke von 50 Millionen Abonnenten in 83 Tagen seit seiner Einführung und überschritt anschließend am 22. Februar 2017 100 Millionen Abonnenten. 2019 wurde die Grenze von 300 Millionen Abonnenten überschritten. Das Unternehmen spielt damit eine wichtige Rolle in der wachsenden Verbreitung des mobilen Internets in Indien. Dies wird vor allem dank einer Niedrigpreisstrategie des Unternehmens ermöglicht. Deshalb sanken die Preise für mobiles Datenvolumen auf dem indischen Markt enorm.
Am 25. Januar 2016 stellte das Unternehmen ein eigenes Smartphone unter dem Namen LYF vor. Der Marktanteil von LYF in Indien wuchs von 7 % im 2016 auf 27 % im Jahre 2018.
Im September 2019 brachte Jio ein Glasfasernetz auf den Markt, welches Breitband-, Fernseh- und Telefondienste für Privathaushalte anbietet.
Aktueller CEO ist Akash Ambani, er übernahm 2022 die Leitung von seinem Vater Mukesh Ambani.
Im August 2023 wurde bekannt gegeben, dass Jio die landesweite Einführung von 5G-Diensten abgeschlossen hat. Für die Einführung von 5G hatte Jio mit Ericsson und Nokia zusammengearbeitet.

## International
Bisher war Jio nur in Indien als Telekommunikationsdienstleister präsent. Jio hat eine Zweigstelle in Estland, doch ist es nur für Entwicklungen zuständig. Im Januar 2024 wurde bekannt, dass Jio sich dafür interessiert in den staatlichen Telekommunikationskonzern von Sri Lanka zu investieren.

## Dienstleistungen

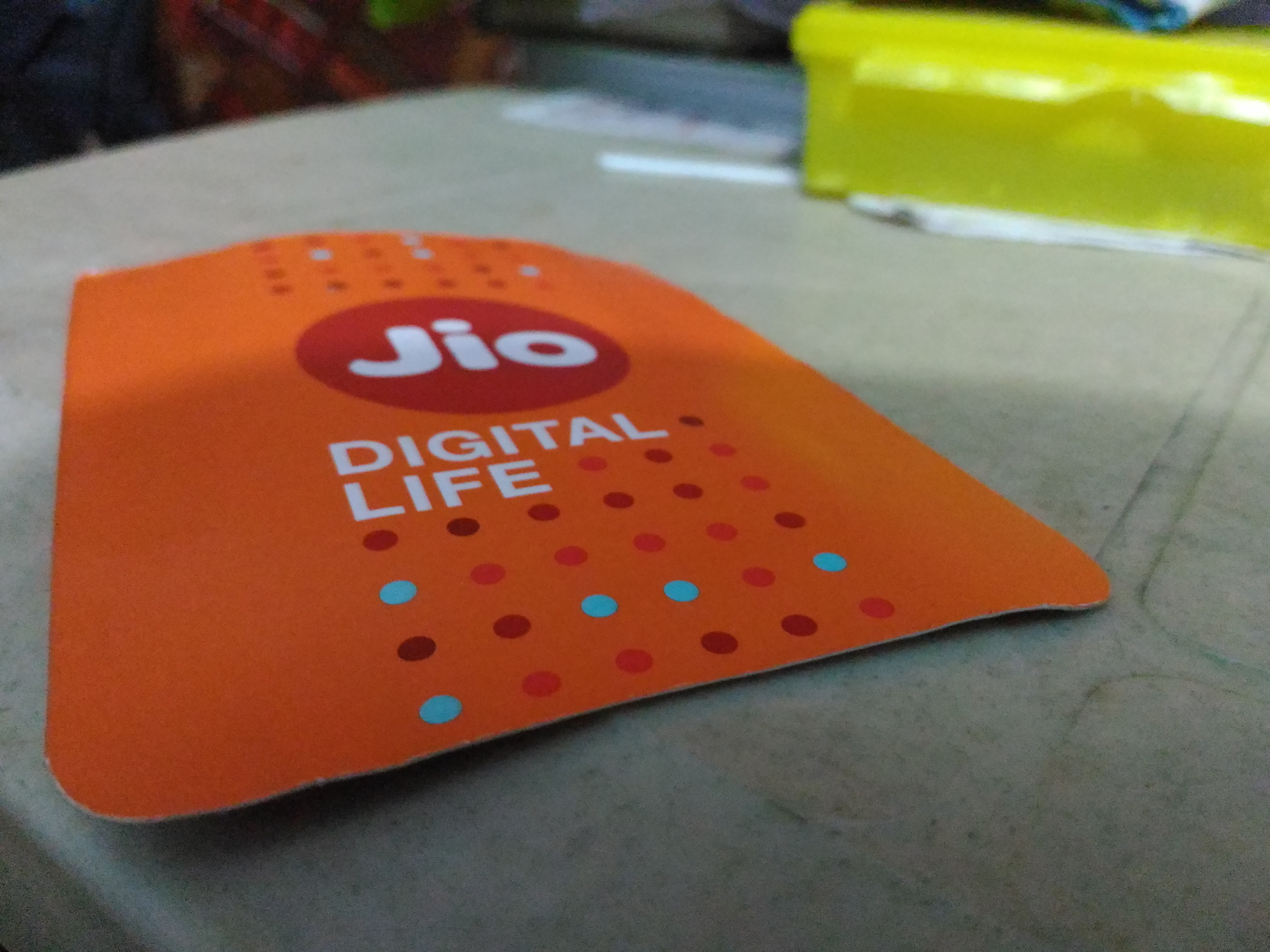
Jio-SIM-Karte

Im Mai 2016 brachte Jio im Rahmen seiner kommenden 4G-Dienste ein Bündel von Multimedia-Apps auf Google Play heraus. Während die Apps für jedermann zum Download zur Verfügung stehen, benötigt der Nutzer für einige von ihnen eine Jio SIM-Karte. Jio betreibt Apps eigene für u. a. Online-Shopping (JioMart), Handyspiele (JioGames) und Instant Messaging (JioChat).

## Investoren
Jio hat verschiedene Investoren. Mit über 67 % besitzt Reliance Industries eine 2/3-Mehrheit an Jio. Weitere Namhafte Investoren sind Facebook, Google, KKR, der Public Investment Fund von Saudi-Arabien und die Abu Dhabi Investment Authority.

## Allianz
Im Februar 2016 kündigte Jio eine weltweite Allianz von Mobilfunkbetreibern an, zu der auch folgende Unternehmen gehören:
- BT Group
- Deutsche Telekom
- Millicom
- Orange
- Rogers Communications
- MTS
- Telia Company
- Telecom Italia